# Baron Greenhill
Baron Greenhill, of Duffield in the County of Derby, war ein erblicher britischer Adelstitel in der Peerage of the United Kingdom.
Der Titel wurde am 8. Juli 1950 dem Glasgower Lokalpolitiker Ernest Greenhill verliehen.
Der Titel erlosch beim Tod von dessen jüngerem Sohn, dem 3. Baron, am 13. Januar 2020.

## Liste der Barone Greenhill (1950)
- Ernest Greenhill, 1. Baron Greenhill (1887–1967)
- Stanley Greenhill, 2. Baron Greenhill (1917–1989)
- Malcolm Greenhill, 3. Baron Greenhill (1924–2020)